# Tuffi ai campionati mondiali di nuoto 2024 - Piattaforma 10 metri sincro femminile
La competizione dei tuffi dalla piattaforma 10 metri sincro femminile dei campionati mondiali di nuoto 2024 si è svolta il 6 febbraio 2024 presso il Centro Acquatico Hamad di Doha, in Qatar.
Alla gara hanno preso parte 32 tuffatrici provenienti da 16 nazioni.
La competizione è stata vinta dalla coppia cinese composta da Chen Yuxi e Quan Hongchan, che ha preceduto sul podio le nordcoreane TJo Jin-mi e Kim Mi-rae e le britanniche Andrea Spendolini-Sirieix e Lois Toulson.

## Programma
| Data            | Ora   | Turno  |
| --------------- | ----- | ------ |
| 6 febbraio 2023 | 18:32 | Finale |

## Risultati
| Class   | Nazione        | Tuffatori                              | Punti  |
| ------- | -------------- | -------------------------------------- | ------ |
| Oro     | Cina           | Chen Yuxi Quan Hongchan                | 362.22 |
| Argento | Corea del Nord | Jo Jin-mi Kim Mi-rae                   | 320.70 |
| Bronzo  | Gran Bretagna  | Andrea Spendolini-Sirieix Lois Toulson | 299.34 |
| 4       | Messico        | Gabriela Agúndez Alejandra Orozco      | 296.34 |
| 5       | Ucraina        | Kseniya Baylo Sofiya Lyskun            | 292.50 |
| 6       | Canada         | Caeli McKay Kate Miller                | 287.34 |
| 7       | Germania       | Christina Wassen Elena Wassen          | 277.98 |
| 8       | Stati Uniti    | Jessica Parratto Delaney Schnell       | 271.26 |
| 9       | Giappone       | Matsuri Arai Minami Itahashi           | 270.90 |
| 10      | Australia      | Nikita Hains Melissa Wu                | 266.58 |
| 11      | Corea del Sud  | Kim Na-hyun Kwon Ha-lim                | 240.36 |
| 12      | Malaysia       | Pandelela Rinong Nur Dhabitah Sabri    | 240.06 |
| 13      | Spagna         | Valeria Antolino Ana Carvajal          | 237.24 |
| 14      | Francia        | Jade Gillet Emily Halifax              | 231.60 |
| 15      | Porto Rico     | Lauren Burch Elizabeth Miclau          | 224.28 |
| 16      | Macao          | Lo Ka Wai Zhao Hang U                  | 155.88 |